# Kromhoutlezing
De Kromhoutlezing is vernoemd naar de Rotterdamse architect Willem Kromhout (1864-1940), een van de oprichters van de Academie van Bouwkunst in 1908. Kromhout was lid van architectuurgenootschap Architectura et Amicitia.
Sinds 2010 wordt de Kromhoutlezing ieder jaar uitgesproken in oktober door een alumnus of oud-docent van de Academie van Bouwkunst. De lezing valt samen met de Dies natalis van de Academie van Bouwkunst.

## Sprekers
- 2010 - Aart Oxenaar, directeur Academie van Bouwkunst Amsterdam 1998-2014
- 2011 - Laurens Jan ten Kate, architect, hoofd masteropleiding Architectuur 1999-2002
- 2012 - Rob Wagemans, architect, alumnus masteropleiding Architectuur
- 2013 - Anne Holtrop, architect, alumnus masteropleiding Architectuur
- 2014 - Bruno Doedens, landschapsarchitect
- 2015 - Madeleine Maaskant, architect, directeur Academie van Bouwkunst Amsterdam per 2015
- 2016 - Nathalie de Vries, architect en stedenbouwkundige
- 2017 - Donna van Milligen Bielke, architect, alumnus masteropleiding Architectuur
- 2018 - Philomene van der Vliet en Jan Maas, landschapsarchitecten, alumni  masteropleiding Landschapsarchitectuur
- 2019 - Ard Hoksbergen, Milad Pallesh en Ivar van der Zwan, architecten, alumni masteropleiding Architectuur
- 2020 - Bengin Dawod, stedenbouwkundige, alumnus masteropleiding Stedenbouw
- 2021 - Nyasha Harper-Michon, architect, alumna masteropleiding Architectuur